# Afrectopius tricolor
Afrectopius tricolor là một loài tò vò trong họ Ichneumonidae.